# Clearwater (Minnesota)
Clearwater est une ville des États-Unis, située dans les comtés de Stearns et de Wright, dans l’État du Minnesota.
Au recensement de 2010, elle comptait 1 735 hab.